# خنفساء البازلاء
خنفساء البازيلاء هي نوع من الخنافس الصغيرة من فصيلة خنفسة الأوراق التي تتغذى اليرقات بدون أرجل بين بذور أخرى من البازلاء والفاصوليا في القرون أثناء نموها.

## وصف الحشرة
طول الحشرة حوالي 4 مم؛ وهي تختلف عن الأنواع المماثلة بحيث يكون عليها ببقع سوداء في نهاية البطن.

## كيفية تخزين الفاصوليا الجافة
يتم التخزين الصحيح للفاصولياء الجافة بوضع البذور في الفريزر لمدة 3 أسابيع لقتل البيض من داخلها. ثم خزن البذور في درجة حرارة الغرفة.